# لي جايسون
لي جايسون (بالإنجليزية: Leigh Jason)‏ هو كاتب سيناريو ومخرج أمريكي، ولد في 26 يوليو 1904 في نيويورك في الولايات المتحدة، وتوفي في 19 فبراير 1979 في وودلاند هيلز، كاليفورنيا في الولايات المتحدة.

## وصلات خارجية
- لي جايسون على موقع IMDb (الإنجليزية)
- لي جايسون على موقع ألو سيني (الفرنسية)
- لي جايسون على موقع أول موفي (الإنجليزية)
- لي جايسون على موقع قاعدة بيانات الأفلام السويدية (السويدية)
- لي جايسون على موقع إن إن دي بي (الإنجليزية)
- لي جايسون على موقع قاعدة بيانات الفيلم (الإنجليزية)
- لي جايسون على موقع كينوبويسك (الروسية)